# Norwalk (Kalifornia)

Położenie w stanie Kalifornia

Norwalk – miasto w Stanach Zjednoczonych, w stanie Kalifornia, w hrabstwie Los Angeles. Około 103 tys. mieszkańców (2000).